# Niemcy na Zimowych Igrzyskach Olimpijskich 2014
Niemiecka reprezentacja na Zimowych Igrzyskach Olimpijskich 2014 w Soczi liczy 153 sportowców. Reprezentacja Niemiec ma swoich przedstawicieli we wszystkich rozgrywanych dyscyplinach.

## Skład reprezentacji

### Biathlon

#### Mężczyźni
- Erik Lesser
- Arnd Peiffer
- Simon Schempp
- Christoph Stephan

| Konkurencja       | Zawodnik          | Czas      | Strzelanie | Miejsce |
| ----------------- | ----------------- | --------- | ---------- | ------- |
| Sprint            | Erik Lesser       | 25:26,7   | 0+1        | 21.     |
| Sprint            | Arnd Peiffer      | 26:01,2   | 2+1        | 34.     |
| Sprint            | Simon Schempp     | 25:16,4   | 0+0        | 15.     |
| Sprint            | Christoph Stephan | 26:55,4   | 1+1        | 58.     |
| Bieg pościgowy    | Erik Lesser       | 34:53.1   | 1+1+0+1    | PF 16.  |
| Bieg pościgowy    | Arnd Peiffer      | 35:21.4   | 0+0+1+0    | 19.     |
| Bieg pościgowy    | Simon Schempp     | 34:27.7   | 0+0+0+1    | 6.      |
| Bieg pościgowy    | Christoph Stephan | 37:18.8   | 0+0+0+1    | 43.     |
| Bieg indywidualny | Erik Lesser       | 49:43.9   | 0+0+0+0    | 2.      |
| Bieg indywidualny | Arnd Peiffer      | -         | -          | -       |
| Bieg indywidualny | Simon Schempp     | 51:50.3   | 0+1+0+0    | 16.     |
| Bieg indywidualny | Christoph Stephan | -         | -          | -       |
| Bieg masowy       | Erik Lesser       | 45:34.2   | 0+0+2+2    | 26.     |
| Bieg masowy       | Arnd Peiffer      | 44:35.0   | 0+1+2+1    | 18.     |
| Bieg masowy       | Simon Schempp     | 43:48.3   | 2+1+0+0    | 13.     |
| Bieg masowy       | Christoph Stephan | -         | -          | -       |
| Sztafeta          | Erik Lesser       | 1:12:19.4 | 0+2        | 2.      |
| Sztafeta          | Arnd Peiffer      | 1:12:19.4 | 0+2        | 2.      |
| Sztafeta          | Simon Schempp     | 1:12:19.4 | 0+2        | 2.      |
| Sztafeta          | Daniel Boehm      | 1:12:19.4 | 0+2        | 2.      |

#### Kobiety
- Laura Dahlmeier
- Andrea Henkel
- Franziska Hildebrand
- Franziska Preuß
- Evi Sachenbacher-Stehle

| Konkurencja       | Zawodniczka             | Czas      | Miejsce |
| ----------------- | ----------------------- | --------- | ------- |
| Sprint            | Laura Dahlmeier         | 23:03.2   | 46.     |
| Sprint            | Andrea Henkel           | 22:01.5   | =22.    |
| Sprint            | Franziska Hildebrand    | -         | -       |
| Sprint            | Franziska Preuß         | 22:53.1   | 41.     |
| Sprint            | Evi Sachenbacher-Stehle | 21:40.8   | 11.     |
| Bieg pościgowy    | Laura Dahlmeier         | 32:38.8   | 30.     |
| Bieg pościgowy    | Andrea Henkel           | 32:30.4   | 29.     |
| Bieg pościgowy    | Franziska Hildebrand    | -         | -       |
| Bieg pościgowy    | Franziska Preuß         | 33:34.0   | 40.     |
| Bieg pościgowy    | Evi Sachenbacher-Stehle | 32:16.6   | 27.     |
| Bieg indywidualny | Laura Dahlmeier         | 46:45.7   | 13.     |
| Bieg indywidualny | Andrea Henkel           | -         | -       |
| Bieg indywidualny | Franziska Hildebrand    | 49:06.4   | 38.     |
| Bieg indywidualny | Franziska Preuß         | DNF       | DNF     |
| Bieg indywidualny | Evi Sachenbacher-Stehle | 47:30.4   | 20.     |
| Bieg masowy       | Laura Dahlmeier         | -         | -       |
| Bieg masowy       | Andrea Henkel           | 37:19.2   | 18.     |
| Bieg masowy       | Franziska Hildebrand    | 39:09.5   | 29.     |
| Bieg masowy       | Franziska Preuß         | -         | -       |
| Bieg masowy       | Evi Sachenbacher-Stehle | DSQ       | DSQ     |
| Sztafeta          | Franziska Preuß         | 1:13:44.2 | 11.     |
| Sztafeta          | Andrea Henkel           | 1:13:44.2 | 11.     |
| Sztafeta          | Franziska Hildebrand    | 1:13:44.2 | 11.     |
| Sztafeta          | Laura Dahlmeier         | 1:13:44.2 | 11.     |

| Konkurencja       | Zawodnik                | Czas | Strzelanie | Miejsce |
| ----------------- | ----------------------- | ---- | ---------- | ------- |
| Sztafeta mieszana | Evi Sachenbacher-Stehle | DSQ  | DSQ        | DSQ     |
| Sztafeta mieszana | Laura Dahlmeier         | DSQ  | DSQ        | DSQ     |
| Sztafeta mieszana | Daniel Boehm            | DSQ  | DSQ        | DSQ     |
| Sztafeta mieszana | Simon Schempp           | DSQ  | DSQ        | DSQ     |

### Biegi narciarskie

#### Mężczyźni
- Tobias Angerer
- Thomas Bing
- Hannes Dotzler
- Sebastian Eisenlauer
- Jens Filbrich
- Axel Teichmann
- Tim Tscharnke
- Josef Wenzl

| Konkurencja                         | Zawodnik                                                   | Kwalifikacje | Kwalifikacje | Ćwierćfinały | Ćwierćfinały | Półfinały | Półfinały | Finały     | Finały  |
| Konkurencja                         | Zawodnik                                                   | Czas         | Miejsce      | Czas         | Miejsce      | Czas      | Miejsce   | Czas       | Miejsce |
| ----------------------------------- | ---------------------------------------------------------- | ------------ | ------------ | ------------ | ------------ | --------- | --------- | ---------- | ------- |
| Bieg łączony                        | Hannes Dotzler                                             | —            | —            | —            | —            | —         | —         | 1:08:16,8  | 13.     |
| Bieg łączony                        | Tobias Angerer                                             | —            | —            | —            | —            | —         | —         | 1:008:49,7 | 15.     |
| Bieg łączony                        | Axel Teichmann                                             | —            | —            | —            | —            | —         | —         | 1:10:13,3  | 23.     |
| Bieg łączony                        | Thomas Bing                                                | —            | —            | —            | —            | —         | —         | 1:1132,9   | 37.     |
| Sprint stylem dowolnym              | Tim Tscharnke                                              | 3:37.75      | 28. Q        | 3:46.81      | 5,4          | -         | -         | -          | 20.     |
| Sprint stylem dowolnym              | Josef Wenzl                                                | 3:38.10      | 31.          | -            | -            | -         | -         | -          | 31.     |
| Sprint stylem dowolnym              | Thomas Bing                                                | 3:38.30      | 32.          | -            | -            | -         | -         | -          | 32.     |
| Sprint stylem dowolnym              | Sebastian Eisenlauer                                       | 3:39.00      | 35.          | -            | -            | -         | -         | -          | 35.     |
| Bieg indywidualny stylem klasycznym | Axel Teichmann                                             | —            | —            | —            | —            | —         | —         | 39;42,4    | 8.      |
| Bieg indywidualny stylem klasycznym | Hannes Dotzler                                             | —            | —            | —            | —            | —         | —         | 39;49,9    | 11.     |
| Bieg indywidualny stylem klasycznym | Jens Filbrich                                              | —            | —            | —            | —            | —         | —         | 40;08,5    | 14.     |
| Bieg indywidualny stylem klasycznym | Tim Tscharnke                                              | —            | —            | —            | —            | —         | —         | 40;41,3    | 26.     |
| Bieg masowy stylem dowolnym         | Thomas Bing                                                | —            | —            | —            | —            | —         | —         | 1;49;56,1  | 36.     |
| Bieg masowy stylem dowolnym         | Axel Teichmann                                             | —            | —            | —            | —            | —         | —         | 1;51:03,4  | 39.     |
| Bieg masowy stylem dowolnym         | Arnd Peiffer                                               | —            | —            | —            | —            | —         | —         | 1:51:31,5  | 40.     |
| Bieg masowy stylem dowolnym         | Erik Lesser                                                | —            | —            | —            | —            | —         | —         | 1:51:55,8  | 42.     |
| Sprint drużynowy stylem klasycznym  | Hannes Dotzler Tim Tscharnke                               | —            | —            | —            | —            | 23:36,23  | 1.Q       | 23:57,02   | 7.      |
| Sztafeta mężczyzn                   | Jens Filbrich Axel Teichmann Tobias Angerer Hannes Dotzler | —            | —            | —            | —            | —         | —         | 1:31:18,8  | 10.     |

#### Kobiety
- Lucia Joas
- Stefanie Böhler
- Nicole Fessel
- Denise Herrmann
- Hanna Kolb
- Claudia Nystad
- Katrin Zeller

| Konkurencja                         | Zawodniczka                                                  | Kwalifikacje | Kwalifikacje | Ćwierćfinały | Ćwierćfinały | Półfinały | Półfinały | Finały    | Finały  |
| Konkurencja                         | Zawodniczka                                                  | Czas         | Miejsce      | Czas         | Miejsce      | Czas      | Miejsce   | Czas      | Miejsce |
| ----------------------------------- | ------------------------------------------------------------ | ------------ | ------------ | ------------ | ------------ | --------- | --------- | --------- | ------- |
| Bieg łączony                        | Stefanie Böhler                                              | —            | —            | —            | —            | —         | —         | 41:20,0   | 35.     |
| Bieg łączony                        | Nicole Fessel                                                | —            | —            | —            | —            | —         | —         | 40:11,4   | 14.     |
| Bieg łączony                        | Claudia Nystad                                               | —            | —            | —            | —            | —         | —         | 42:08,8   | 43.     |
| Bieg łączony                        | Katrin Zeller                                                | —            | —            | —            | —            | —         | —         | 40:49,7   | 26.     |
| Sprint stylem dowolnym              | Denise Herrmann                                              | 2:35.11      | 8. Q         | 2:34.87      | 5,1 Q        | 2:36.94   | 2,4       | -         | 8.      |
| Sprint stylem dowolnym              | Hanna Kolb                                                   | 2:40.17      | 30. Q        | 2:38.43      | 1,6          | -         | -         | -         | 30.     |
| Sprint stylem dowolnym              | Lucia Joas                                                   | 2:40.22      | 31.          | -            | -            | -         | -         | -         | 31.     |
| Sprint stylem dowolnym              | Claudia Nystad                                               | 2:41.13      | 35.          | -            | -            | -         | -         | -         | 35.     |
| Bieg indywidualny stylem klasycznym | Stefanie Böhler                                              | —            | —            | —            | —            | —         | —         | 29:04,3   | 6.      |
| Bieg indywidualny stylem klasycznym | Nicole Fessel                                                | —            | —            | —            | —            | —         | —         | 30:27,0   | 23.     |
| Bieg indywidualny stylem klasycznym | Katrin Zeller                                                | —            | —            | —            | —            | —         | —         | 30:38,5   | 25.     |
| Bieg łączony                        | Nicole Fessel                                                | —            | —            | —            | —            | —         | —         | 40:11,4   | 14.     |
| Bieg łączony                        | Katrin Zeller                                                | —            | —            | —            | —            | —         | —         | 40:49,7   | 26.     |
| Bieg łączony                        | Stefanie Böhler                                              | —            | —            | —            | —            | —         | —         | 41:20,0   | 35.     |
| Bieg łączony                        | Claudia Nystad                                               | —            | —            | —            | —            | —         | —         | 42:08,8   | 43.     |
| Bieg masowy stylem dowolnym         | Katrin Zeller                                                | —            | —            | —            | —            | —         | —         | 1:12:41,4 | 12.     |
| Bieg masowy stylem dowolnym         | Nicole Fessel                                                | —            | —            | —            | —            | —         | —         | DNF       | DNF     |
| Sprint drużynowy stylem klasycznym  | Stefanie Böhler Denise Herrmann                              | —            | —            | —            | —            | 16:58,98  | 4. LL     | 16:24,97  | 4.      |
| Sztafeta                            | Nicole Fessel Stefanie Böhler Claudia Nystad Denise Herrmann | —            | —            | —            | —            | —         | —         | 53:03,6   | brąz    |

### Bobsleje

#### Mężczyźni
- Maximilian Arndt
- Jannis Bäcker
- Gregor Bermbach
- Joshua Bluhm
- Thomas Florschütz
- Francesco Friedrich
- Marco Hübenbecker
- Kevin Kuske
- Thorsten Margis
- Christian Poser
- Martin Putze
- Alexander Rödiger

| Konkurencja      | Zawodnicy                                                         | 1. przejazd | 1. przejazd | 2. przejazd | 2. przejazd | 3. przejazd | 3. przejazd | 4. przejazd | 4. przejazd | Suma    | Suma    |
| Konkurencja      | Zawodnicy                                                         | Czas        | Miejsce     | Czas        | Miejsce     | Czas        | Miejsce     | Czas        | Miejsce     | Czas    | Miejsce |
| ---------------- | ----------------------------------------------------------------- | ----------- | ----------- | ----------- | ----------- | ----------- | ----------- | ----------- | ----------- | ------- | ------- |
| Dwójki mężczyzn  | Maximilian Arndt Marco Hübenbecker                                | 56.98       | 14.         | 56.92       | 12.         | 57.22       | 16.         | 57.08       | =16.        | 3:48.20 | 15.     |
| Dwójki mężczyzn  | Thomas Florschütz Kevin Kuske                                     | 56.63       | 9.          | 56.89       | 11.         | 56.77       | =11.        | 56.71       | 5.          | 3:47.00 | 11.     |
| Dwójki mężczyzn  | Francesco Friedrich Jannis Bäcker                                 | 56.50       | 5.          | 56.88       | 10.         | 56.63       | 9.          | 56.84       | =10.        | 3:46.85 | 8.      |
| Czwórki mężczyzn | Maximilian Arndt Marco Hübenbecker Martin Putze Alexander Rödiger | 54.88       | 2.          | 55.47       | =9.         | 55.47       | 6. Q        | 55.60       | =9.         | 3:41.42 | 6.      |
| Czwórki mężczyzn | Thomas Florschütz Joshua Bluhm Kevin Kuske Christian Poser        | 55.06       | 4.          | 55.42       | 6.          | 55.50       | 7. Q        | 55.53       | 8.          | 3:41.51 | 7.      |
| Czwórki mężczyzn | Francesco Friedrich Jannis Bäcker Gregor Bermbach Thorsten Margis | 55.15       | 7.          | 55.43       | =7.         | 55.81       | 11. Q       | 55.41       | 7.          | 3:41.80 | 10.     |

#### Kobiety
- Franziska Fritz
- Sandra Kiriasis
- Cathleen Martini
- Stephanie Schneider
- Anja Schneiderheinze-Stöckel
- Christin Senkel

| Konkurencja   | Zawodniczki                                      | 1. przejazd | 1. przejazd | 2. przejazd | 2. przejazd | 3. przejazd | 3. przejazd | 4. przejazd | 4. przejazd | Suma    | Suma    |
| Konkurencja   | Zawodniczki                                      | Czas        | Miejsce     | Czas        | Miejsce     | Czas        | Miejsce     | Czas        | Miejsce     | Czas    | Miejsce |
| ------------- | ------------------------------------------------ | ----------- | ----------- | ----------- | ----------- | ----------- | ----------- | ----------- | ----------- | ------- | ------- |
| Dwójki kobiet | Sandra Kiriasis Franziska Fritz                  | 57.95       | 6.          | 58.08       | 5.          | 58.06       | 4.          | 58.20       | 6.          | 3:52.29 | 5.      |
| Dwójki kobiet | Cathleen Martini Christin Senkel                 | 57.99       | 7.          | 58.42       | 11.         | 58.17       | 5.          | 58.13       | =3.         | 3:52.71 | 7.      |
| Dwójki kobiet | Anja Schneiderheinze-Stöckel Stephanie Schneider | 58.17       | 9.          | 58.30       | 8.          | 58.53       | 11.         | 58.74       | =12.        | 3:53.74 | 10.     |

### Curling
Drużyna mężczyzn
- Felix Schulze
- John Jahr (skip)
- Christopher Bartsch
- Sven Goldemann
- Peter Rickmers (rezerwowy)

| 1      | 3               | 4        | 5    | 7                 | 8          | 9       | 11    | 12    |   |   |     |
| Kanada | Wielka Brytania | Norwegia |      | Stany Zjednoczone | Szwajcaria | Szwecja | Dania | Rosja |   |   |     |
| 8:11   | 6:7             | 5:8      | 7:11 | 5:8               | 8:7        | 4:8     | 3:6   | 7:8   | 1 | 8 | 10. |

### Hokej na lodzie
Drużyna kobiet
- Sophie Kratzer
- Jessica Hammerl
- Manuela Anwander
- Bettina Evers
- Nina Kamenik
- Julia Zorn
- Anja Weisser
- Susann Götz
- Ivonne Schröder
- Jacqueline Janzen
- Andrea Lanzl
- Sara Seiler
- Susanne Fellner
- Kerstin Spielberger
- Tanja Eisenschmid
- Lisa Schuster
- Franziska Busch
- Monika Bittner
- Viona Harrer
- Jennifer Harß
- Maritta Becker

| Niemcy | Grupa B | Grupa B | Grupa B | Mecze o miejsca 5-8. | Mecze o miejsca 5-8. | Miejsce |
| ------ | ------- | ------- | ------- | -------------------- | -------------------- | ------- |
| Niemcy | Rosja   | Szwecja | Japonia | Finlandia            | Japonia              | Miejsce |
| Niemcy | 1:4     | 0:4     | 4:0     | 1:2                  | 3:2                  | 7.      |

### Łyżwiarstwo figurowe
- Stefano Caruso
- Alexander Gazsi
- Peter Liebers
- Tanja Kolbe
- Alona Sawczenko
- Robin Szolkowy
- Nathalie Weinzierl
- Daniel Wende
- Maylin Wende
- Niełli Żyganszyna

| Konkurencja   | Zawodnicy                         | PK/TOr | PK/TOr  | PD/TD  | PD/TD   | Suma   | Suma    |
| Konkurencja   | Zawodnicy                         | Punkty | Miejsce | Punkty | Miejsce | Punkty | Miejsce |
| ------------- | --------------------------------- | ------ | ------- | ------ | ------- | ------ | ------- |
| Soliści       | Peter Liebers                     | 86,04  | 5.      | 153,83 | 9.      | 239,87 | 8.      |
| Solistki      | Nathalie Weinzierl                | 57,63  | 10.     | 89,73  | 21.     | 147,36 | 18.     |
| Pary sportowe | Alona Sawczenko Robin Szolkowy    | 79,64  | 2.      | 136,14 | 3.      | 215,78 | brąz    |
| Pary sportowe | Maylin Wende Daniel Wende         | 59,25  | 12.     | 107,00 | 13.     | 166,25 | 13.     |
| Pary taneczne | Tanja Kolbe Stefano Caruso        | 54,43  | 19.     | 76,13  | 19.     | 130,56 | 19.     |
| Pary taneczne | Niełli Żyganszyna Alexander Gazsi | 60,91  | 10.     | 89,86  | 12.     | 150,77 | 11.     |

#### Drużynowo
| Konkurencja      | Zawodnik | Soliści       | Soliści | Solistki      | Solistki | Pary sportowe | Pary sportowe | Pary taneczne | Pary taneczne | Wynik  | Wynik   |
| Konkurencja      | Zawodnik | SP            | FS      | SP            | FS       | SP            | FS            | SD            | FD            | Punkty | Miejsce |
| ---------------- | --- | ------------- | ------- | ------------- | -------- | ------------- | ------------- | ------------- | ------------- | ------ | ------- |
| Zawody drużynowe | Peter Liebers (M) Nathalie Weinzierl (K) Maylin Wende / Daniel Wende (PS) Niełli Żyganszyna / Alexander Gazsi (PT) | 79,61 (5 pkt) | NQ      | 52,16 (2 pkt) | NQ       | 60,82 (5 pkt) | NQ            | 58,04 (5 pkt) | NQ            | 15     | 7.      |

### Łyżwiarstwo szybkie

#### Mężczyźni
- Alexej Baumgärtner
- Patrick Beckert
- Moritz Geisreiter
- Nico Ihle
- Robert Lehmann
- Samuel Schwarz

| Konkurencja   | Zawodnik           | Wyścig 1. | Wyścig 1. | Wyścig 2. | Wyścig 2. | Finał    | Finał   |
| Konkurencja   | Zawodnik           | Czas      | Miejsce   | Czas      | Miejsce   | Czas     | Miejsce |
| ------------- | ------------------ | --------- | --------- | --------- | --------- | -------- | ------- |
| 500 metrów    | Nico Ihle          | 34.99     | 7.        | 35.11     | 8.        | 70.10    | 8.      |
| 500 metrów    | Samuel Schwarz     | 35.69     | 34.       | 35.68     | 34.       | 71.37    | 34.     |
| 1000 metrów   | Nico Ihle          | —         | —         | —         | —         | 1:08.86  | 4.      |
| 1000 metrów   | Samuel Schwarz     | —         | —         | —         | —         | 1:08.89  | 5.      |
| 1500 metrów   | Patrick Beckert    | —         | —         | —         | —         | 1:48.08  | 23.     |
| 1500 metrów   | Robert Lehmann     | —         | —         | —         | —         | 1:48.24  | 27.     |
| 5000 metrów   | Alexej Baumgärtner | —         | —         | —         | —         | 6:34,35  | 21.     |
| 5000 metrów   | Patrick Beckert    | —         | —         | —         | —         | 6:21,18  | 8.      |
| 5000 metrów   | Moritz Geisreiter  | —         | —         | —         | —         | 6:24,79  | 10.     |
| 10 000 metrów | Alexej Baumgärtner | —         | —         | —         | —         | 13:44.39 | 13.     |
| 10 000 metrów | Patrick Beckert    | —         | —         | —         | —         | 13:14.26 | 6.      |

#### Kobiety
- Monique Angermüller
- Stephanie Beckert
- Judith Hesse
- Gabriele Hirschbichler
- Bente Kraus
- Claudia Pechstein
- Denise Roth
- Jenny Wolf

| Konkurencja | Zawodniczka            | Wyścig 1. | Wyścig 1. | Wyścig 2. | Wyścig 2. | Finał   | Finał   |
| Konkurencja | Zawodniczka            | Czas      | Miejsce   | Czas      | Miejsce   | Czas    | Miejsce |
| ----------- | ---------------------- | --------- | --------- | --------- | --------- | ------- | ------- |
| 500 metrów  | Judith Hesse           | DQ        | DQ        | -         | -         | -       | -       |
| 500 metrów  | Gabriele Hirschbichler | 39.82     | 34.       | 39.69     | 34.       | 79.51   | 34.     |
| 500 metrów  | Denise Roth            | 39.08     | 23.       | 38.69     | 21.       | 77.78   | 21.     |
| 500 metrów  | Jenny Wolf             | 37.93     | 8.        | 37.73     | 6.        | 75.67   | 6.      |
| 1000 metrów | Monique Angermüller    | —         | —         | —         | —         | DQ      | DQ      |
| 1000 metrów | Judith Hesse           | —         | —         | —         | —         | 1:15.84 | 11.     |
| 1000 metrów | Gabriele Hirschbichler | —         | —         | —         | —         | 1:18.00 | 26.     |
| 1000 metrów | Jenny Wolf             | —         | —         | —         | —         | 1:17.99 | 25.     |
| 1500 metrów | Monique Angermüller    | —         | —         | —         | —         | 2:00.32 | 24.     |
| 1500 metrów | Gabriele Hirschbichler | —         | —         | —         | —         | 2:01.18 | 30.     |
| 1500 metrów | Claudia Pechstein      | —         | —         | —         | —         | 1:59.47 | 19.     |
| 3000 metrów | Bente Kraus            | —         | —         | —         | —         | 4:10.17 | 11.     |
| 3000 metrów | Claudia Pechstein      | —         | —         | —         | —         | 4:05.26 | 4.      |
| 5000 metrów | Stephanie Beckert      | —         | —         | —         | —         | 7:07.79 | 8.      |
| 5000 metrów | Claudia Pechstein      | —         | —         | —         | —         | 6:58.39 | 5.      |

### Kombinacja norweska
- Tino Edelmann
- Eric Frenzel
- Björn Kircheisen
- Fabian Rießle
- Johannes Rydzek

| Konkurencja                     | Zawodnik         | Skok   | Skok    | Bieg    | Bieg    | Miejsce |
| Konkurencja                     | Zawodnik         | Punkty | Miejsce | Czas    | Miejsce | Miejsce |
| ------------------------------- | ---------------- | ------ | ------- | ------- | ------- | ------- |
| Skocznia normalna/bieg na 10 km | Tino Edelmann    | 124.0  | =5.     | 23:57.2 | 9.      | 9.      |
| Skocznia normalna/bieg na 10 km | Eric Frenzel     | 131.5  | 1.      | 23:50.2 | 1.      | 1.      |
| Skocznia normalna/bieg na 10 km | Fabian Rießle    | 95,5   | 19.     | 23:19,6 | 6.      | 8.      |
| Skocznia normalna/bieg na 10 km | Johannes Rydzek  | 121.2  | 12.     | 23:26.5 | 6.      | 6.      |
| Skocznia duża/bieg na 10 km     | Johannes Rydzek  | 129,5  | 12.     | 22:46,4 | 13.     | 8.      |
| Skocznia duża/bieg na 10 km     | Eric Frenzel     | 129.0  | 1.      | 23:57.9 | 10.     | 10.     |
| Skocznia duża/bieg na 10 km     | Björn Kircheisen | 113.2  | 11.     | 22:26.6 | 4.      | 4.      |
| Skocznia duża/bieg na 10 km     | Fabian Rießle    | 115.1  | 9.      | 22:33.1 | 3.      | 3.      |
| Drużynowo                       | Johannes Rydzek  | 121,9  | 1.      | 11:42,6 | 2.      | 2.      |
| Drużynowo                       | Eric Frenzel     | 122,0  | 1.      | 11:57,1 | 2.      | 2.      |
| Drużynowo                       | Björn Kircheisen | 120,8  | 1.      | 11:45,9 | 2.      | 2.      |
| Drużynowo                       | Fabian Rießle    | 117,0  | 1.      | 11:48,2 | 2.      | 2.      |

### Narciarstwo alpejskie

#### Mężczyźni
- Fritz Dopfer
- Stefan Luitz
- Felix Neureuther

| Konkurencja   | Zawodnik         | Zjazd 1.                             | Zjazd 1.                             | Zjazd 2.                             | Zjazd 2.                             | Suma                                 | Miejsce                              |
| Konkurencja   | Zawodnik         | Czas                                 | Miejsce                              | Czas                                 | Miejsce                              | Suma                                 | Miejsce                              |
| ------------- | ---------------- | ------------------------------------ | ------------------------------------ | ------------------------------------ | ------------------------------------ | ------------------------------------ | ------------------------------------ |
| Slalom gigant | Fritz Dopfer     | 1:22.59                              | 11.                                  | 1:24.38                              | =17.                                 | 2:46.97                              | 12.                                  |
| Slalom gigant | Stefan Luitz     | Dyskwalifikacja w 1-szym przejeździe | Dyskwalifikacja w 1-szym przejeździe | Dyskwalifikacja w 1-szym przejeździe | Dyskwalifikacja w 1-szym przejeździe | Dyskwalifikacja w 1-szym przejeździe | Dyskwalifikacja w 1-szym przejeździe |
| Slalom gigant | Felix Neureuther | 1:22.51                              | 8.                                   | 1:24.08                              | =11.                                 | 2:46.59                              | 8.                                   |
| Slalom        | Fritz Dopfer     | 48.46                                | 14.                                  | 54.26                                | 4.                                   | 1:42.72                              | =4.                                  |
| Slalom        | Stefan Luitz     | 50.79                                | 37.                                  | Nie ukończył 2-go przejazdu          | Nie ukończył 2-go przejazdu          | Nie ukończył 2-go przejazdu          | Nie ukończył 2-go przejazdu          |
| Slalom        | Felix Neureuther | 47.57                                | 7.                                   | Nie ukończył 2-go przejazdu          | Nie ukończył 2-go przejazdu          | Nie ukończył 2-go przejazdu          | Nie ukończył 2-go przejazdu          |

#### Kobiety
- Christina Geiger
- Maria Höfl-Riesch
- Viktoria Rebensburg
- Barbara Wirth

| Konkurencja     | Zawodniczka         | Zjazd 1.                     | Zjazd 1.                     | Zjazd 2.                     | Zjazd 2.                     | Suma                         | Miejsce                      |
| Konkurencja     | Zawodniczka         | Czas                         | Miejsce                      | Czas                         | Miejsce                      | Suma                         | Miejsce                      |
| --------------- | ------------------- | ---------------------------- | ---------------------------- | ---------------------------- | ---------------------------- | ---------------------------- | ---------------------------- |
| Zjazd           | Maria Höfl-Riesch   | —                            | —                            | —                            | —                            | 1:42,74                      | 13.                          |
| Zjazd           | Viktoria Rebensburg | —                            | —                            | —                            | —                            | 1:42,76                      | 15.                          |
| Supergigant     | Maria Höfl-Riesch   | —                            | —                            | —                            | —                            | 1:26,07                      | srebro                       |
| Supergigant     | Viktoria Rebensburg | —                            | —                            | —                            | —                            | 1:27,08                      | 9.                           |
| Slalom gigant   | Maria Höfl-Riesch   | DNS                          | DNS                          | DNS                          | DNS                          | DNS                          | DNS                          |
| Slalom gigant   | Viktoria Rebensburg | 1:19.24                      | 6.                           | 1:17.90                      | 1.                           | 2:37.14                      | 3.                           |
| Slalom gigant   | Barbara Wirth       | 1:21,24                      | 21.                          | 1:20,38                      | 27.                          | 2:41,73                      | 25.                          |
| Slalom          | Christina Geiger    | Nie ukończyła 1-go przejazdu | Nie ukończyła 1-go przejazdu | Nie ukończyła 1-go przejazdu | Nie ukończyła 1-go przejazdu | Nie ukończyła 1-go przejazdu | Nie ukończyła 1-go przejazdu |
| Slalom          | Maria Höfl-Riesch   | 53.11                        | 2.                           | 52.62                        | =9.                          | 1:45.73                      | 4.                           |
| Slalom          | Barbara Wirth       | 56.31                        | 16.                          | 52.69                        | 11.                          | 1:49.00                      | 14.                          |
| Superkombinacja | Maria Höfl-Riesch   | 1:43.72                      | 5.                           | 50.90                        | 3.                           | 2:34.62                      | 1.                           |

### Narciarstwo dowolne

#### Mężczyźni
- Daniel Bohnacker
- Florian Eigler
- Thomas Fischer
- Benedikt Mayr
- Andreas Schauer

| Konkurencja | Zawodnik         | Kwalifikacje        | Kwalifikacje | Finały                | Finały  |
| Konkurencja | Zawodnik         | Wynik               | Miejsce      | Wynik                 | Miejsce |
| ----------- | ---------------- | ------------------- | ------------ | --------------------- | ------- |
| Slopestyle  | Benedikt Mayr    | 67.60               | 20.          | NQ                    | NQ      |
| Skicross    | Daniel Bohnacker | 1:17,59             | 13.          | Odpadł w 1/8 finałi   | 19.     |
| Skicross    | Florian Eigler   | 1:18,91             | 26.          | Odpadł w półfinale    | 8.      |
| Skicross    | Thomas Fischer   | 1:18,06             | 19.          | Odpadł w ćwierćfinale | 16.     |
| Skicross    | Andreas Schauer  | Nie ukończył zjazdu | 31.          | Odpadł w ćwierćfinale | 12.     |

#### Kobiety
- Sabrina Cakmakli
- Laura Grasemann
- Anna Wörner
- Heidi Zacher
- Lisa Zimmermann

| Konkurencja | Zawodniczka      | Kwalifikacje | Kwalifikacje | Finały                 | Finały  |
| Konkurencja | Zawodniczka      | Wynik        | Miejsce      | Wynik                  | Miejsce |
| ----------- | ---------------- | ------------ | ------------ | ---------------------- | ------- |
| Slopestyle  | Lisa Zimmermann  | 67.20        | 14.          | NQ                     | NQ      |
| Halfpipe    | Sabrina Cakmakli | 64.80        | 14.          | NQ                     | NQ      |
| Skicross    | Anna Wörner      | 1:22,95      | 9.           | Odpadła w ćwierćfinale | 9.      |
| Skicross    | Heidi Zacher     | 1:24,24      | 15.          | Odpadła w 1/8 finału   | 18.     |

| Konkurencja      | Zawodniczka     | Kwalifikacje | Kwalifikacje | Kwalifikacje | Kwalifikacje | Finały     | Finały     | Finały     | Finały     | Finały     | Finały     |
| Konkurencja      | Zawodniczka     | Przejazd 1   | Przejazd 1   | Przejazd 2   | Przejazd 2   | Przejazd 1 | Przejazd 1 | Przejazd 2 | Przejazd 2 | Przejazd 3 | Przejazd 3 |
| Konkurencja      | Zawodniczka     | Wynik        | Miejsce      | Wynik        | Miejsce      | Wynik      | Miejsce    | Wynik      | Miejsce    | Wynik      | Miejsce    |
| ---------------- | --------------- | ------------ | ------------ | ------------ | ------------ | ---------- | ---------- | ---------- | ---------- | ---------- | ---------- |
| Jazda po muldach | Laura Grasemann | 6,81         | 26.          | 15,76        | 12.          | NQ         | NQ         | NQ         | NQ         | NQ         | NQ         |

### Saneczkarstwo

#### Mężczyźni
- Tobias Arlt
- Sascha Benecken
- Toni Eggert
- Andi Langenhan
- Felix Loch
- David Möller
- Tobias Wendl

| Konkurencja | Zawodnik                    | 1. przejazd | 1. przejazd | 2. przejazd | 2. przejazd | 3. przejazd | 3. przejazd | 4. przejazd | 4. przejazd | Suma     | Suma    |
| Konkurencja | Zawodnik                    | Czas        | Miejsce     | Czas        | Miejsce     | Czas        | Miejsce     | Czas        | Miejsce     | Czas     | Miejsce |
| ----------- | --------------------------- | ----------- | ----------- | ----------- | ----------- | ----------- | ----------- | ----------- | ----------- | -------- | ------- |
| Jedynki     | Andi Langenhan              | 52,707      | 8.          | 52,480      | 4.          | 52.073      | 5.          | 52.095      | 4.          | 3:29.355 | 4.      |
| Jedynki     | Felix Loch                  | 52,185      | 2.          | 51,964      | 1.          | 51.613      | 1.          | 51.764      | 1.          | 3:27.526 | 1 .     |
| Jedynki     | David Möller                | 52,781      | 13.         | 52,865      | 16.         | 52.312      | 14.         | 52.281      | 15.         | 3:30.239 | 14.     |
| Dwójki      | Tobias Wendl Tobias Arlt    | 49,373      | 1.          | 49,560      | 1.          | —           | —           | —           | —           | 1:38,933 | złoto   |
| Dwójki      | Toni Eggert Sascha Benecken | 50,274      | 10.         | 49,944      | 4.          | —           | —           | —           | —           | 1:40,218 | 8.      |

#### Kobiety
- Natalie Geisenberger
- Tatjana Hüfner
- Anke Wischnewski

| Konkurencja | Zawodnik             | 1. przejazd  | 1. przejazd | 2. przejazd | 2. przejazd | 3. przejazd | 3. przejazd | 4. przejazd | 4. przejazd | Suma     | Suma    |
| Konkurencja | Zawodnik             | Czas         | Miejsce     | Czas        | Miejsce     | Czas        | Miejsce     | Czas        | Miejsce     | Czas     | Miejsce |
| ----------- | -------------------- | ------------ | ----------- | ----------- | ----------- | ----------- | ----------- | ----------- | ----------- | -------- | ------- |
| Jedynki     | Natalie Geisenberger | 49.891 SR TR | 1.          | 49.923      | 1.          | 49.765 TR   | 1.          | 50.189      | 1.          | 3:19.768 | 1 .     |
| Jedynki     | Tatjana Hüfner       | 50.393       | 3.          | 50.187 SR   | 2.          | 50.048      | 2.          | 50.279      | 2.          | 3:20.907 | 2.      |
| Jedynki     | Anke Wischnewski     | 50.490       | 7.          | 50.476      | 9.          | 50.462      | 7.          | 50.532      | 7.          | 3:21.960 | 6.      |

### Short track
- Robert Seifert
- Anna Seidel

| Konkurencja                  | Zawodnik       | Kwalifikacje | Kwalifikacje | Ćwierćfinał | Ćwierćfinał | Półfinał | Półfinał | Finał | Finał   | Miejsce |
| Konkurencja                  | Zawodnik       | Czas         | Pozycja      | Czas        | Pozycja     | Czas     | Pozycja  | Czas  | Pozycja | Miejsce |
| ---------------------------- | -------------- | ------------ | ------------ | ----------- | ----------- | -------- | -------- | ----- | ------- | ------- |
| Bieg na 500 metrów mężczyzn  | Robert Seifert | 41.624       | 3            | N/Q         | N/Q         | N/Q      | N/Q      | N/Q   | N/Q     | 17.     |
| Bieg na 1000 metrów mężczyzn | Robert Seifert | 1:29.468     | 4.           | N/Q         | N/Q         | N/Q      | N/Q      | N/Q   | N/Q     | 29.     |
| Bieg na 1500 metrów mężczyzn | Robert Seifert | 2:16.555     | 4            | —           | —           | N/Q      | N/Q      | N/Q   | N/Q     | 22.     |
| Bieg na 1500 metrów kobiet   | Anna Seidel    | 2:25.700     | 3. Q         | —           | —           | 2:20.405 | 6.       | N/Q   | N/Q     | 17.     |

### Skeleton

#### Mężczyźni
- Alexander Kröckel
- Frank Rommel

| Konkurencja    | Zawodnik          | 1. przejazd | 1. przejazd | 2. przejazd | 2. przejazd | 3. przejazd | 3. przejazd | 4. przejazd | 4. przejazd | Suma    | Suma    |
| Konkurencja    | Zawodnik          | Czas        | Miejsce     | Czas        | Miejsce     | Czas        | Miejsce     | Czas        | Miejsce     | Czas    | Miejsce |
| -------------- | ----------------- | ----------- | ----------- | ----------- | ----------- | ----------- | ----------- | ----------- | ----------- | ------- | ------- |
| Ślizg mężczyzn | Alexander Kröckel | 57.21       | 8.          | 57.36       | 17.         | 57.03       | 10. Q       | 56.69       | 4.          | 3:48.29 | 9.      |
| Ślizg mężczyzn | Frank Rommel      | 57.19       | 7.          | 56.95       | =5.         | 57.33       | 15. Q       | 57.00       | 13.         | 3:48.47 | 11.     |

#### Kobiety
- Sophia Griebel
- Anja Huber
- Marion Thees

| Konkurencja  | Zawodniczka    | 1. przejazd | 1. przejazd | 2. przejazd | 2. przejazd | 3. przejazd | 3. przejazd | 4. przejazd | 4. przejazd | Suma    | Suma    |
| Konkurencja  | Zawodniczka    | Czas        | Miejsce     | Czas        | Miejsce     | Czas        | Miejsce     | Czas        | Miejsce     | Czas    | Miejsce |
| ------------ | -------------- | ----------- | ----------- | ----------- | ----------- | ----------- | ----------- | ----------- | ----------- | ------- | ------- |
| Ślizg kobiet | Sophia Griebel | 59.43       | 11.         | 59.20       | 9.          | 58.74       | =13. Q      | 58.75       | 17.         | 3:56.12 | 10.     |
| Ślizg kobiet | Anja Huber     | 59.17       | 8.          | 59.13       | 7.          | 58.63       | 9. Q        | 58.31       | 5.          | 3:55.24 | 8.      |
| Ślizg kobiet | Marion Thees   | 59.25       | 9.          | 59.42       | 15.         | 58.89       | 18. Q       | 58.67       | 15.         | 3:56.23 | 13.     |

### Skoki narciarskie

#### Mężczyźni
- Richard Freitag
- Severin Freund
- Marinus Kraus
- Andreas Wank
- Andreas Wellinger

| Konkurencja       | Zawodnik                                                    | Kwalifikacje | Kwalifikacje | Kwalifikacje | Runda 1.                | Runda 1.                | Runda 1. | Runda 2.          | Runda 2.                | Runda 2. | Suma   | Suma    |
| Konkurencja       | Zawodnik                                                    | Odległość    | Punkty       | Miejsce      | Odległość               | Punkty                  | Miejsce  | Odległość         | Punkty                  | Miejsce  | Punkty | Miejsce |
| ----------------- | ----------------------------------------------------------- | ------------ | ------------ | ------------ | ----------------------- | ----------------------- | -------- | ----------------- | ----------------------- | -------- | ------ | ------- |
| Skocznia normalna | Richard Freitag                                             | 94,0         | 114,4        | 16.          | 100,5                   | 121,4                   | 26.      | 97,5              | 122,3                   | 16.      | 243,7  | 20.     |
| Skocznia normalna | Severin Freund                                              | 104,0        | -            | PQ           | 99,5                    | 108,9                   | 44.      | 93,5              | 108,8                   | 30.      | 217,7  | 31.     |
| Skocznia normalna | Andreas Wank                                                | 102,5        | 127,9        | 2.           | 101,0                   | 132,6                   | 5.       | 97,0              | 120,8                   | 19.      | 253,4  | 10.     |
| Skocznia normalna | Andreas Wellinger                                           | 96,5         | -            | PQ           | 96,0                    | 125,8                   | 14.      | 101,5             | 131,3                   | 2.       | 257,1  | 6.      |
| Skocznia duża     | Marinus Kraus                                               | 130,0        | 120,2        | 4.           | 131,0                   | 117,7                   | 24.      | 140,0             | 139,7                   | 2.       | 257,4  | 6.      |
| Skocznia duża     | Richard Freitag                                             | 118,5        | 104,4        | 21.          | 122,5                   | 118,6                   | 22.      | 126,5             | 123,5                   | 17.      | 242,1  | 21.     |
| Skocznia duża     | Andreas Wellinger                                           | 128,0        | -            | PQ           | 117,0                   | 96,6                    | 45.      | N/Q               | N/Q                     | N/Q      | 96,4   | 45.     |
| Skocznia duża     | Severin Freund                                              | DNS          | DNS          | PQ           | 138,0                   | 140,2                   | 3.       | 129,5             | 132,0                   | 6.       | 272,2  | 4.      |
| Drużynowo         | Andreas Wank Marinus Kraus Andreas Wellinger Severin Freund | —            | —            | —            | 132,0 136,5 133,0 131,5 | 123,2 136,1 125,3 134,4 | 1.       | 128,0 134,5 131,0 | 125,5 132,0 133,9 130,7 | 2.       | 1041,4 | złoto   |

#### Kobiety
- Katharina Althaus
- Gianina Ernst
- Ulrike Gräßler
- Carina Vogt

| Konkurencja       | Zawodniczka       | Runda 1.  | Runda 1. | Runda 1. | Runda 2.  | Runda 2. | Runda 2. | Suma   | Suma    |
| Konkurencja       | Zawodniczka       | Odległość | Punkty   | Miejsce  | Odległość | Punkty   | Miejsce  | Punkty | Miejsce |
| ----------------- | ----------------- | --------- | -------- | -------- | --------- | -------- | -------- | ------ | ------- |
| Skocznia normalna | Katharina Althaus | 90,5      | 103,2    | 24.      | 92,5      | 108,6    | 17.      | 211,8  | 23.     |
| Skocznia normalna | Gianina Ernst     | 90,5      | 100,3    | 27.      | 87,5      | 92,4     | 29.      | 192,7  | 28.     |
| Skocznia normalna | Ulrike Gräßler    | 94,0      | 110,5    | 21.      | 91,5      | 104,4    | 24.      | 214,9  | 22.     |
| Skocznia normalna | Carina Vogt       | 103,0     | 126,8    | 1.       | 97,5      | 120,6    | 5.       | 247,4  | 1 .     |

### Snowboarding

#### Mężczyźni
- Stefan Baumeister
- Sascha Benders
- Paul Berg
- Alexander Bergmann
- Patrick Bussler
- Konstantin Schad

| Konkurencja | Zawodnik       | Kwalifikacje | Kwalifikacje | Półfinały | Półfinały | Finał | Miejsce końcowe |
| Konkurencja | Zawodnik       | Wynik        | Pozycja      | Wynik     | Pozycja   | Finał | Miejsce końcowe |
| ----------- | -------------- | ------------ | ------------ | --------- | --------- | ----- | --------------- |
| Halfpipe    | Sascha Benders | 65,50        | 11.          | -         | -         | -     | 22.             |

| Konkurencja              | Zawodnik           | Kwalifikacje | Kwalifikacje | Finały                  |
| Konkurencja              | Zawodnik           | Czas         | Pozycja      | Pozycja                 |
| ------------------------ | ------------------ | ------------ | ------------ | ----------------------- |
| Snowboard cross          | Paul Berg          | -            | -            | Ćwierćfinały - 4,4      |
| Snowboard cross          | Konstantin Schad   | -            | -            | Ćwierćfinały - 3,4      |
| Slalom równoległy        | Stefan Baumeister  | 59.72        | 14. Q        | 1/8 finału - 5.         |
| Slalom równoległy        | Alexander Bergmann | 1:00.60      | 24.          | -                       |
| Slalom równoległy        | Patrick Bussler    | 59.01        | 5. Q         | Ćwierćfinały - 10 / QF2 |
| Slalom gigant równoległy | Stefan Baumeister  | 1:40.72      | 20.          | -                       |
| Slalom gigant równoległy | Alexander Bergmann | 1:38.49      | 11. Q        | 1/8 finału - 6.         |
| Slalom gigant równoległy | Patrick Bussler    | 1:36.94      | 3. Q         | 4.                      |

#### Kobiety
- Selina Jörg
- Anke Karstens
- Amelie Kober
- Isabella Laböck

| Konkurencja              | Zawodniczka     | Kwalifikacje | Kwalifikacje | Finały          |
| Konkurencja              | Zawodniczka     | Czas         | Pozycja      | Pozycja         |
| ------------------------ | --------------- | ------------ | ------------ | --------------- |
| Slalom równoległy        | Selina Jörg     | 1:04.47      | 7. Q         | 1/8 finału - 7. |
| Slalom równoległy        | Anke Karstens   | 1:05.14      | 10. Q        | 2.              |
| Slalom równoległy        | Amelie Kober    | 1:05.46      | 14. Q        | 3.              |
| Slalom równoległy        | Isabella Laböck | 1:04.44      | 6. Q         | 1/8 finału - 6. |
| Slalom gigant równoległy | Selina Jörg     | 1:49.64      | 11. Q        | 1/8 finału - 6. |
| Slalom gigant równoległy | Anke Karstens   | 1:59.29      | 25.          | -               |
| Slalom gigant równoległy | Amelie Kober    | DSQ          | 30. DSQ      | -               |
| Slalom gigant równoległy | Isabella Laböck | 1:52.01      | 18.          | -               |